# Vernadskij (forskningsstation)

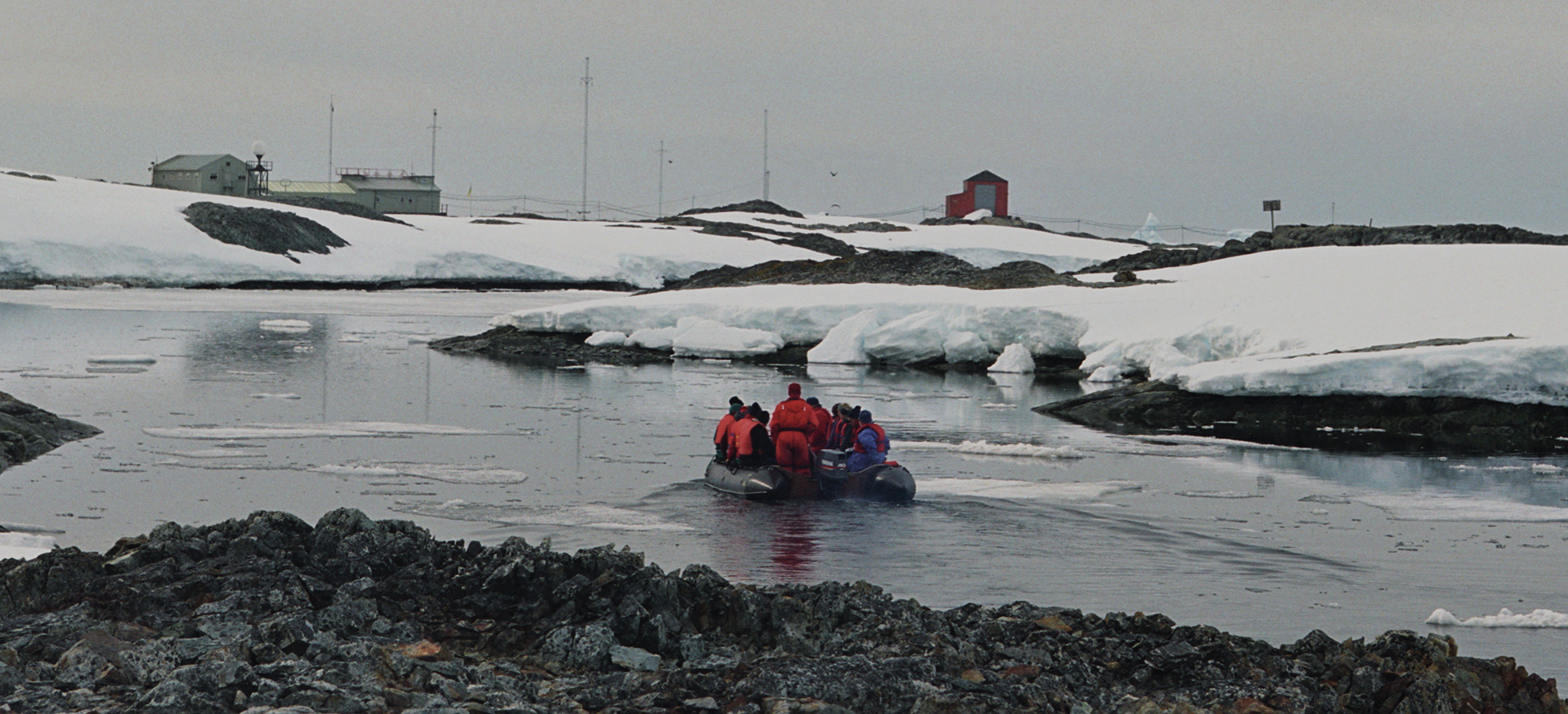
Vernadskij

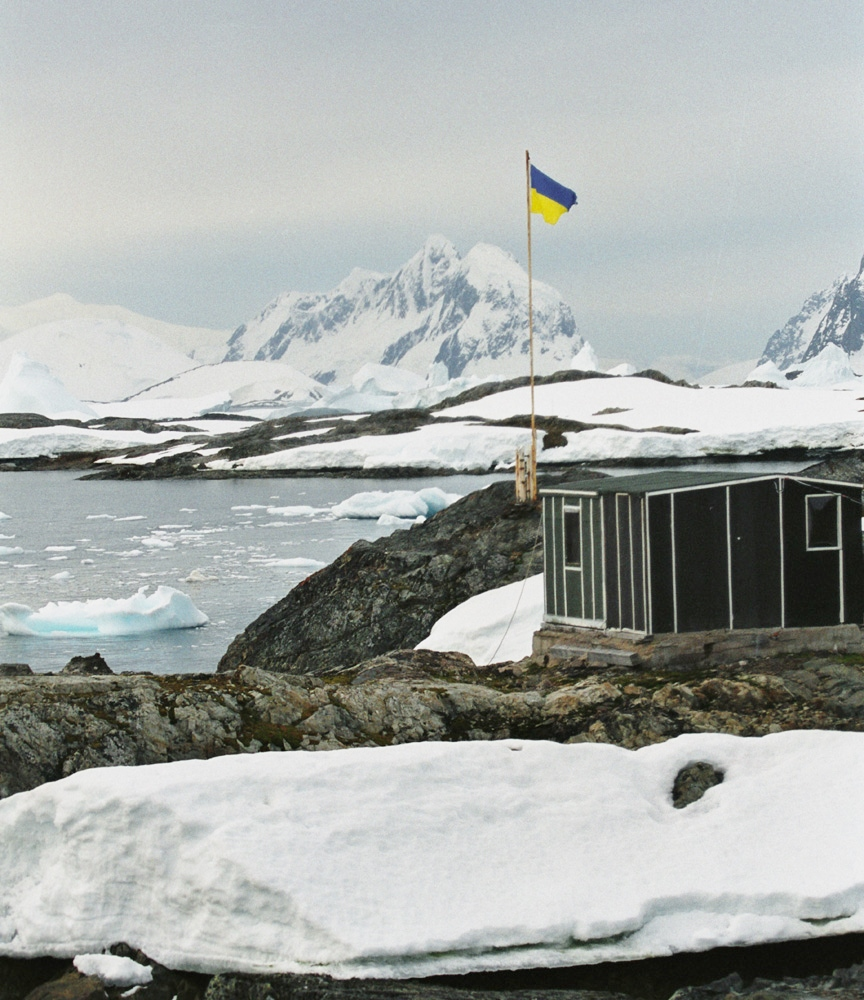
Vernadskij

Vernadskij (Ukrainska: Академік Вернадський; Akademik Vernadsky) är en ukrainsk forskningsstation i Antarktis. Den ligger på Marina Point på IÎles Galindez i ögruppen Argentine Islands, och bildades genom att Ukrainas National Antarctic Scientific Center övertog den brittiska Faraday Station i februari 1996. Köpeskillingen uppgick till ett brittiskt pund. Stationen består av nio byggnader som alla står på berggrund. Den är bemannad året om, och kan hysa upp till 24 personer. Stationen har fått sitt namn efter geologen Vladimir Vernadskij (1863–1945).
På stationen bedrivs forskning inom meteorologi, geomagnetism, seismologi, glaciologi, biologi och fysiologi. 